# Продајем стара кола
„Продајем стара кола” је југословенски ТВ филм из 1968. године. Режирао га је Сава Мрмак а сценарио је написао Луис Џон Карлино

## Улоге
| Глумац              | Улога |
| ------------------- | ----- |
| Ђурђија Цветић      |       |
| Миодраг Радовановић |       |
| Никола Симић        |       |
| Миливоје Живановић  |       |